# União de Futebol do Caribe
A União de Futebol do Caribe (português brasileiro) ou União de Futebol das Caraíbas (português europeu) (em inglês: Caribbean Football Union, CFU) é uma organização de futebol subordinada à CONCACAF, encarregada da administração e representação do futebol caribenho.

## Torneios

CFU (laranja), CONCACAF (laranja claro)

As principais competições que a CFU organiza são o Campeonato de Clubes do Caribe e o Caribbean Club Shield, que decidem os participantes caribenhos na Liga da CONCACAF e na Liga dos Campeões da CONCACAF.
Ela organizava também a extinta Copa do Caribe, disputada entre seleções, que classificava 4 representantes para a Copa Ouro da CONCACAF.

## Países membros
Caribe:
- Anguila
- Antígua e Barbuda
- Aruba
- Bahamas
- Barbados
- Bonaire
- Cuba
- Curaçau
- Dominica
- Granada
- Guadalupe
- Haiti
- Ilhas Caimã
- Ilhas Virgens Americanas
- Ilhas Virgens Britânicas
- Jamaica
- Martinica
- Monserrate
- Porto Rico
- República Dominicana
- Santa Lúcia
- São Cristóvão e Neves
- São Martinho Francês
- São Martinho Neerlandês
- São Vicente e Granadinas
- Trinidad e Tobago
- Turcas e Caicos

América do Sul:
- Guiana
- Guiana Francesa
- Suriname

América do Norte
- Bermudas